# Andro Knego
Andrija Knego, detto Andro (Ragusa, 21 ottobre 1956), è un ex cestista jugoslavo, dal 1991 croato.

## Carriera
Con la Jugoslavia ha disputato tre edizioni dei Giochi olimpici (Montréal 1976, Mosca 1980, Los Angeles 1984), due dei Campionati mondiali (1978, 1982) e due dei Campionati europei (1981, 1985).
Nel luglio 2004 è stato nominato console generale della Repubblica di Croazia a Milano.

## Palmarès
- YUBA liga: 3

Cibona Zagabria: 1981-82, 1983-84, 1984-85
- Coppa di Jugoslavia: 5

Cibona Zagabria: 1980, 1981, 1982, 1983, 1985
- Campionato croato: 1

Cibona Zagabria: 1992
- Coppa dei Campioni: 1

Cibona Zagabria: 1984-85
- Coppa delle Coppe: 2

Cibona Zagabria: 1981-82, 1986-87